# Linia kolejowa Homel – Kalinkowicze
Linia kolejowa Homel – Kalinkowicze – linia kolejowa na Białorusi łącząca stację Homel ze stacją Kalinkowicze. Jest to fragment linii Homel - Kalinkowicze - Łuniniec - Żabinka.
Linia znajduje się w obwodzie homelskim.
Na większej części linia jest niezelektryfikowana. Wyjątek stanowi odcinek do stacji Homel do odgałęzienia linii Swietacz – Centralit w kierunku Homla. Większość linii jest również jednotorowa. Wyjątek stanowią wielotorowy odcinek Homel - wschodnie odgałęzienie linii Swietacz – Centralit (perony znajdują się jednak wyłącznie przy jednym torze) oraz odcinki od stacji Centralit w kierunku zachodnim, Prybar - Jakimauka i Rzeczyca - Rabusa, które są dwutorowe.

## Historia
Linia powstała w latach 80. XIX w. jako część drogi żelaznej poleskiej i do końca I wojny światowej leżała w Rosji. Następnie położona była w Związku Sowieckim. Od 1991 leży na Białorusi.